# Рогозов (село)
Рогозо́в (укр. Рогозів) — село, входит в Бориспольский район Киевской области Украины.
Основано в середине XIX века. Население по переписи 2022 года составляло 2000 человек. Почтовый индекс — 08351. Телефонный код — 4595. Занимает площадь 6,046 км². Код КОАТУУ — 3220886401.

## Местный совет
08351, Киевская обл., Бориспольский р-н, с. Рогозов, ул. Ленина, 99.

## Известные уроженцы
- Опрышко, Николай Васильевич — бандурист
- Братусь, Иван Иванович - герой Советского Союза